# 反動思想文化排撃法
反動思想文化排撃法（はんどうしそうぶんかはいげきほう、朝鮮語: 반동사상문화배격법）は、朝鮮民主主義人民共和国（北朝鮮）の法律である。韓流弾圧の一環。

## 概要
北朝鮮国内の事情に詳しい脱北者によると、2000年代以降、北朝鮮国内では韓国のドラマやK-POPの海賊版などが人づてや闇市場を通じて流通したといい、金正恩政権はこうした韓国文化の浸透が、住民の思想統制の支障になるとして神経を尖らせてきた。そんな中、2020年12月4日の最高人民会議常任委員会第14期第12回総会で、外部文化流入に対する締め付けを強化するため「反動思想文化排撃法」が採択された。
この法律は全4章40条からなり、第1章（1〜7条）には、反動思想文化排撃法の定義と目的などの基本事項が、第2章（8〜14条）には、反動思想文化の流入ルートの遮断義務が明記されている。また、第3章（15～26条）は伝播メディアを列挙し、「反動思想文化」の視聴・流布行為を禁じる内容が盛り込まれ、最も比重の大きい第4章（27～40条）は違反者に与える処罰の内容が列記されている。
第1章において、反動思想文化を「人民大衆の革命的思想意識、階級意識を麻痺させ、社会を変質・堕落させる傀儡（韓国）出版物をはじめとする敵対勢力の腐敗した思想文化と、われわれのものではないあらゆる不健全で異色的な思想文化」と定義し、第3章では、韓国をはじめ外部で制作されたコンテンツを全て「反動思想文化」と見なし、禁止対象を記している。具体的には、テレビ、ラジオ、コンピュータ、保存媒体などを利用したコンテンツ流布・利用行為の他に、外国製の携帯電話を利用する行為や該当携帯でコンテンツを視聴する行為、コピー機・印刷機による複製行為などが禁止されている。
また、韓国の出版物や音楽だけでなく、韓国式の言葉遣いや歌い方をも禁止した条項もある。第3章第24条では「機関・企業所・団体や公民は、傀儡（韓国）勢力の言葉や文章、唱法を使わず、傀儡勢力が使う言葉遣いで書かれた通知文をやりとりするような行為をしてはならない」と定められている。
違反した場合の最高刑は死刑である。